# Kelly Massey
Kelly Massey (Reino Unido, 11 de enero de 1985) es una atleta británica, especializada en la prueba de 4x400 m en la que llegó a ser medallista de bronce olímpica en 2016.

## Carrera deportiva
En los JJ. OO. de Río 2016 ganó la medalla de bronce en los relevos 4x400 metros, con un tiempo de 3:25.88 segundos, llegando a la meta tras Estados Unidos y Jamaica, siendo sus compañeras de equipo: Eilidh Doyle, Anyika Onuora, Emily Diamond y Christine Ohuruogu.